# 立川市立川公園野球場
立川市立川公園野球場（たちかわしたちかわこうえんやきゅうじょう）は、東京都立川市錦町にある市営の野球場。株式会社壽屋が命名権を取得し、2023年4月1日より3年間、愛称を「コトブキヤスタジアム」となる。

## 概要
例年、高校野球の地方大会が開催されている。その他、学生野球が多く行われている。
株式会社壽屋が命名権を取得し、2023年4月1日より3年間、愛称が「コトブキヤスタジアム」となる。
2022年にリニューアル工事が完了した。内野スタンドがあり、1900人程度を収容する。

## 設備
（この節の出典） 
- 両翼97メートル、センター120メートル。
- ナイター設備照明4基。

## アクセス
（この節の出典 ）
- 立川駅南口から徒歩19分
- 柴崎体育館駅から徒歩7分
- 所在地：東京都立川市錦町6丁目29-62 立川公園